# Livre de Verceil
Pour les articles homonymes, voir Vercelli (homonymie).
Pour le codex en latin, voir Codex Vercellensis.
Le Livre de Verceil ou Codex Vercellensis est un codex médiéval de la fin du Xe siècle réunissant vingt-neuf textes en vieil anglais : vingt-trois homélies en prose et six poèmes. Il s'agit d'un des quatre manuscrits majeurs de la littérature poétique anglo-saxonne encore en existence, avec le manuscrit Junius, le Livre d'Exeter et le Codex Nowell. Il est conservé à la bibliothèque de la cathédrale Saint-Eusèbe de Verceil, en Italie, sous la référence Codex CVII.

## Description
Le Livre de Verceil compte 136 pages, qui mesurent en moyenne 31 cm de long sur 20 de large. Ces pages sont réglées avec un nombre de lignes variant entre vingt-trois et trente-trois. Elles sont réparties en dix-neuf cahiers qui comptent de deux à neuf pages et sont identifiés par une double numérotation : un nombre en chiffres romains en haut de la première page, et une lettre capitale en bas de la dernière. Le dernier cahier s'arrête à la page 135. La page 136, ajoutée ultérieurement, est restée vierge. La reliure en cuir, fixée sur les panneaux originaux, date du XIXe siècle et porte l'inscription latine « homiliarum liber ignoti idiomatis », soit « Livre d'homélies en langue inconnue ».
Le manuscrit, relativement peu décoré, est l'œuvre d'un seul scribe. Il ne comprend aucune illustration, à l'exception d'un petit animal, sans doute un chien ou un lion, dessiné au bas du folio 49v. Cependant, le début de chaque nouvel item est signalé par une lettre capitale au début du premier mot. Quelques-unes de ces capitales adoptent une forme animalière,.
Dans l'ensemble, le manuscrit est en bon état et reste lisible. Néanmoins, plusieurs pages sont manquantes, et d'autres sont tachées, ce qui les rend entièrement ou partiellement illisibles.

## Histoire

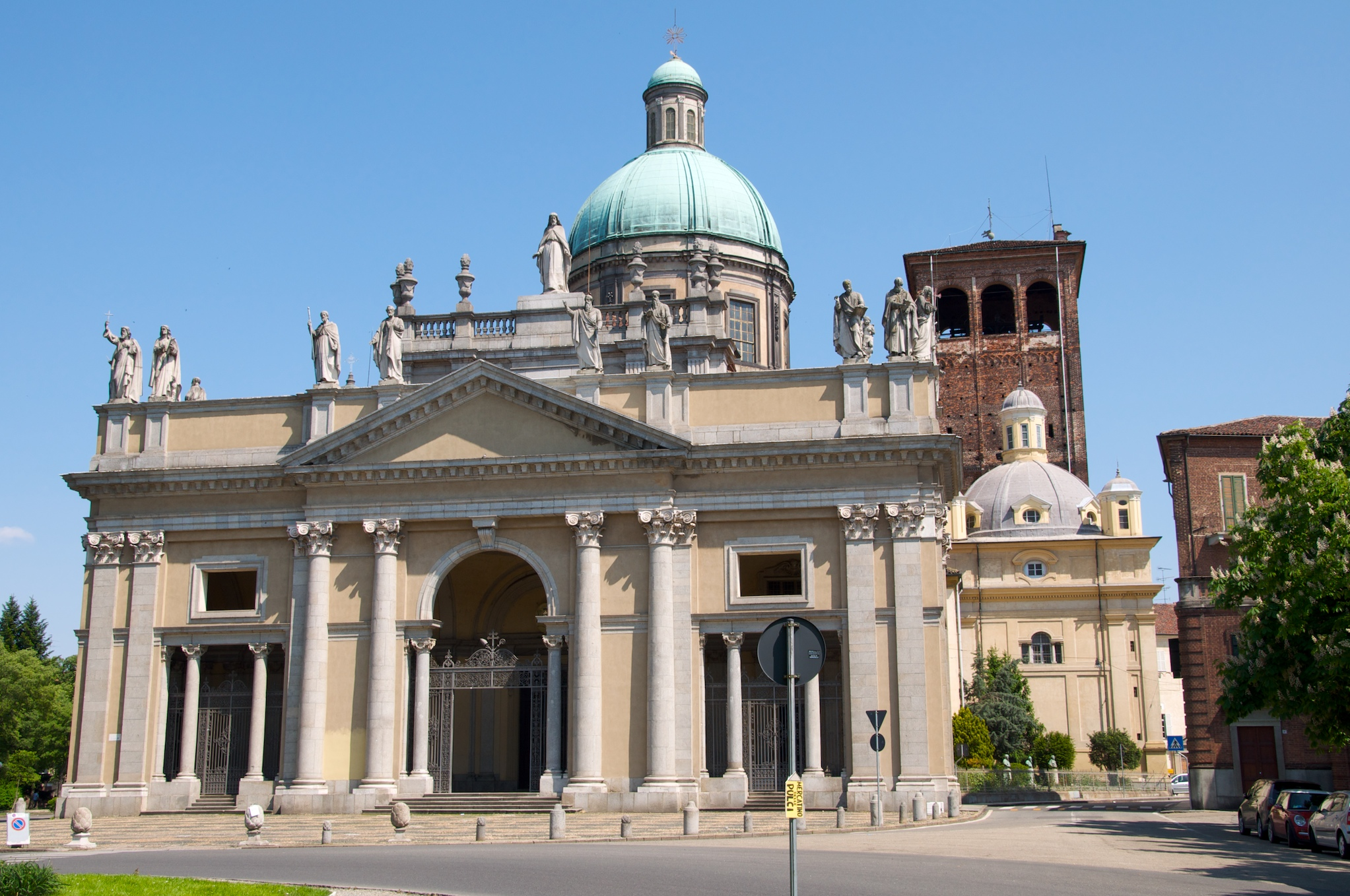
La cathédrale de Verceil.

Le Livre de Verceil est communément daté de la deuxième moitié du Xe siècle, divers auteurs ayant proposé des fourchettes plus ou moins précises dans cette période. Son origine exacte est inconnue, de même que les raisons ayant présidé à sa compilation. L'hypothèse la plus prisée est celle de Donald Scragg, qui situe sa rédaction à l'abbaye Saint-Augustin de Cantorbéry à l'époque de Dunstan, archevêque de 959 à 988.
Mentionné dans une lettre de 1748, le manuscrit est redécouvert en 1822 dans la bibliothèque du chapitre de Verceil par un juriste allemand, le docteur Friedrich Blume. On ignore quand et comment ce livre, très certainement produit en Angleterre, s'est retrouvé dans cette petite ville du Piémont. Sa découverte, publiée en 1824, commence à attirer l'attention des historiens et philologues dans les années 1830.

## Contenu
Le Livre de Verceil réunit vingt-neuf textes religieux rédigés en vieil anglais : vingt-trois homélies en prose et six poèmes allitératifs. Certaines homélies possèdent un titre dans le manuscrit, mais ce n'est le cas d'aucun des six poèmes. Les titres sous lesquels ils sont connus leur ont été donnés par les éditeurs modernes.
Les textes sont anonymes, à l'exception des poèmes Elene et The Fates of the Apostles, qui sont l'œuvre du poète Cynewulf. Ce dernier a signé ces poèmes en y épelant les runes qui composent son nom. Jusqu'au début du XXe siècle, les autres poèmes du Livre de Verceil sont également attribués à Cynewulf par certains critiques, une opinion aujourd'hui tombée en désuétude.
- 1r-9r : homélie I, sur la Passion du Christ
- 9v-12r : homélie II, sur le Jugement Dernier
- 12v-16r : homélie III, sur les vertus
- 16v-24v : homélie IV, sur la pénitence en vue du Jugement Dernier
- 25r-29r : To middan wintra Ostende nobis domine, homélie V, sur la Nativité
- 29v-52v : Andreas, poème
- 52v-54r : The Fates of the Apostles, poème
- 54v-56r : homélie VI, sur la Nativité
- 56v-59r : homélie VII, contre la gourmandise, la luxure et la paresse
- 59r-61r : homélie VIII, sur le Jugement Dernier
- 61r-65r : homélie IX, sur la Mort
- 65r-71r : homélie X, sur le caractère transitoire du monde
- 71v-73v : Spel to forman gangdæge, homélie XI
- 73v-75v : Spel to ðam oðrum gangdæge, homélie XII
- 75v-76v : Spel to þriddan gangdæge, homélie XIII
- 76v-80v : Larspel to swylcere tide swa man wile, homélie XIV
- 80v-85v : Alia omelia de die iudicii, homélie XV
- 85v-90v : Omelia epyffania domini, homélie XVI
- 90v-94v : De purificatione sancta Maria, homélie XVII
- 94v-101r : De sancto Martino confessore, homélie XVIII, une vie de saint Martin
- 101v-103v : Soul and Body I, poème
- 104r-104v : Homiletic Fragment I, poème
- 104v-106v : Dream of the Rood, poème
- 106v-109v : homélie XIX
- 109v-112r : homélie XX, sur les péchés capitaux
- 112r-116v : homélie XXI
- 116v-120v : homélie XXII
- 121r-133v : Elene, poème
- 133v-135v : homélie XXIII, une vie en prose de saint Guthlac

### Les homélies
Les vingt-trois textes en prose réunis sous le nom d'« homélies de Verceil » constituent l'une des œuvres en prose les plus importantes du corpus vieil-anglais. Tous ne relèvent pas du genre homélique à proprement parler : les numéros XVIII et XXIII sont des hagiographies, et d'autres se rapprochent davantage du sermon. Plusieurs ont recours à un discours eschatologique décrivant la fin du monde et le Jugement Dernier ; c'est notamment le cas de II, IV, VIII, XV et XXI. Elles ne sont pas classées suivant le calendrier liturgique, mais plutôt de manière thématique. Avec les homélies de Blickling, elles constituent le principal recueil d'homélies anglo-saxonnes avant Ælfric.

### Les poèmes

#### Andreas
Andreas est un poème de 1 722 vers qui occupe les folios 29v à 52v du manuscrit. Comme son titre l'indique, il a pour héros l'apôtre André, qui sauve son camarade Matthieu de la tribu cannibale des Mermédoniens. La première partie du poème retrace le voyage en mer d'André. Grâce à sa foi, il arrive à destination malgré la tempête qui fait rage. Une fois chez les Mermédoniens, André sauve Matthieu grâce à l'invisibilité que lui a conféré Dieu avant d'être capturé à son tour. Après trois jours et trois nuits de tortures, Dieu le sauve et punit les Mermédoniens, qui se convertissent au christianisme.
L'un des thèmes du poème est le problème de l'imitatio christi, autrement dit la façon dont un croyant doit suivre le modèle du Christ.

#### The Fates of the Apostles
The Fates of the Apostles (« Le Sort des apôtres ») est un poème de 122 vers qui occupe les folios 52v à 54r du manuscrit. Il s'agit d'un martyrologe des douze Apôtres, qui décrit les principaux événements survenus dans la vie de chacun d'entre eux après l'Ascension. Le poète s'adresse au lecteur à la première personne et s'efforce de lui apporter réconfort et conseils.
C'est l'un des deux poèmes du livre signés par Cynewulf. Sa position dans le livre, juste après Andreas, permet de remettre en contexte l'histoire d'André.

#### Soul and Body
Soul and Body (« L'Âme et le Corps ») est un poème de 166 vers qui occupe les folios 101v à 103v du manuscrit. Une âme damnée s'y adresse à son corps et le rabroue pour s'être abandonné aux plaisirs de la vie terrestre, la condamnant ainsi à la damnation, alors qu'une vie vertueuse lui aurait assuré l'entrée du Paradis. Un ou plusieurs folios manquent entre les folios 103 et 104 du livre, si bien que la fin du poème est perdue.
Il est couramment appelé Soul and Body I pour le distinguer d'un autre poème figurant dans le Livre d'Exeter (Soul and Body II). Ce dernier est en fait une autre version du même poème, qui diffère de Soul and Body I par des tournures alternatives et l'absence de sa conclusion.

#### Homiletic Fragment
Homiletic Fragment (« Fragment homilétique ») est un poème de 47 vers qui occupe les deux faces du folio 104. Il reprend le thème du Psaume 28 : la duplicité des hommes.
Le début du poème est perdu, pour la même raison que la fin de Soul and Body. Pour autant que l'on puisse en juger en le comparant au Psaume 28, la perte entre les folios 103 et 104 représente probablement un ou deux folios seulement.
Ce poème est couramment appelé Homiletic Fragment I pour le distinguer d'un poème similaire figurant dans le Livre d'Exeter (Homiletic Fragment II).

#### The Dream of the Rood
The Dream of the Rood (« Le Rêve de la Croix ») est un poème de 156 vers qui occupe les folios 104v à 106v du manuscrit. Il adopte le point de vue de la Vraie Croix pour faire le récit de la Crucifixion. Son auteur est inconnu, même s'il a parfois été attribué à Cynewulf ou à Cædmon.

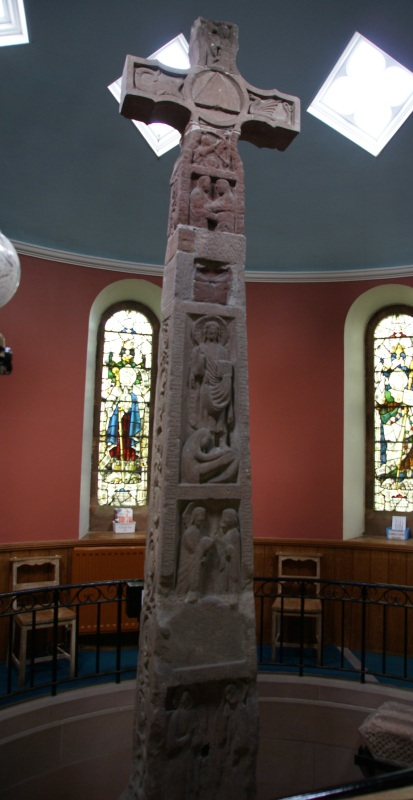
La croix de Ruthwell.

La croix de Ruthwell, une croix en pierre du VIIe siècle, présente une inscription runique proche de certains vers du poème.

#### Elene
Elene (« Hélène ») est un poème de 1 321 vers qui occupe les folios 121r à 133v du manuscrit. Il relate la découverte de la Vraie Croix à Jérusalem par Hélène, la mère de l'empereur Constantin.
C'est l'un des deux poèmes du livre signés par Cynewulf.